# 2026 en astronautique
Chronologie de l'astronautique
- 2022
- 2023
- 2024
- 2025
- 2026
- 2027
- 2028
- 2029
- 2030

Cette page présente la chronologie des événements qui se sont produits ou sont prévus durant l'année 2026 dans le domaine de l'astronautique. 

## L'agenda 2026 (prévisions)

### Sondes interplanétaires
- La sonde spatiale japonaise MMX doit ramener sur Terre un échantillon de sol de Phobos, un des deux satellites naturels de Mars et étudier la deuxième lune Déimos. L'objectif principal de la mission est de déterminer l'origine de ces deux satellites de Marst[1]
- La sonde spatiale chinoise Chang'e 7 doit être lancée vers la Lune. Elle comprend un orbiteur lunaire et un atterrisseur qui doit se poser au pôle sud de la Lune, ce dernier emportera également un rover et un robot sauteur.
- Le télescope spatial européen  PLATO doit détecter et caractériser des exoplanètes de type terrestre en orbite autour d'étoiles proches et de magnitude apparente comprise entre 4 et 16 en utilisant la méthode photométrique et par astérosismologie[2].

### Exploration de la Lune
Plusieurs missions du programme CPLS de la NASA doivent déposer une charge utile à la surface de la Lune :
- L'atterrisseur SERIES-2 de la société Draper doit déposer l'instrument PRISM science dans le cratère de Schrödinger  situé sur un terrain volcanique dans la région du pôle sud sur la face cachée de la Lune.
- L'atterrisseur XL-1 doit déposer 8 instruments à la surface de la Lune[4].

### Satellites scientifiques
Plusieurs satellites scientifiques doivent être placés en orbite en 2026 :
- Le télescope spatial infrarouge Nancy-Grace-Roman développé par la NASA utilise une optique similaire à celle du télescope spatial Hubble. Il est chargé d'étudier l'énergie noire, doit effectuer un recensement statistique (masse et distance de leur étoile) des exoplanètes situées dans le bulbe galactique par l'observation des microlentilles gravitationnelles, identifier et de caractériser celles situées à proximité du système solaire à l'aide d'un coronographe et cartographier l'ensemble du ciel dans l'infrarouge[5].
- Le télescope spatial NEO Surveyor de la NASA doit effectuer un inventaire des objets géocroiseurs susceptibles de menacer la Terre[6].
- Lancement du télescope spatial Plato.

## Chronologie

### Janvier
| Date | Lanceur | Base de lancement | Orbite | Charge utile | Notes |
|      |         |                   |        |              |       |

### Février
| Date | Lanceur | Base de lancement | Orbite | Charge utile | Notes |
|      |         |                   |        |              |       |

### Mars
| Date      | Lanceur   | Base de lancement | Orbite       | Charge utile | Notes                                                                    |
| vers mars | New Glenn | Cap Canaveral     | Orbite basse | EscaPADE     | Vol inaugural du lanceur lourd New Glenn. Etude de l'atmosphère de Mars. |

### Avril
| Date | Lanceur | Base de lancement | Orbite | Charge utile | Notes |
|      |         |                   |        |              |       |

### Mai
| Date | Lanceur | Base de lancement | Orbite | Charge utile | Notes |
|      |         |                   |        |              |       |

### Juin
| Date | Lanceur | Base de lancement | Orbite | Charge utile | Notes |
|      |         |                   |        |              |       |

### Juillet
| Date | Lanceur | Base de lancement | Orbite | Charge utile | Notes |
|      |         |                   |        |              |       |

### Août
| Date | Lanceur | Base de lancement | Orbite | Charge utile | Notes |
|      |         |                   |        |              |       |

### Septembre
| Date | Lanceur | Base de lancement | Orbite | Charge utile | Notes |
|      |         |                   |        |              |       |

### Octobre
| Date | Lanceur | Base de lancement | Orbite | Charge utile | Notes |
|      |         |                   |        |              |       |

### Novembre
| Date | Lanceur | Base de lancement | Orbite | Charge utile | Notes |
|      |         |                   |        |              |       |

### Décembre
| Date | Lanceur | Base de lancement | Orbite | Charge utile | Notes |
|      |         |                   |        |              |       |

### À définir
| Date      | Lanceur         | Base de lancement      | Orbite                | Charge utile              | Notes |
| à définir | Vega            | Kourou                 | Orbite basse          | SMILE                     | Satellite imageur des rayons X mous |
| à définir | Vega \|62       | Kourou                 | Orbite moyenne        | Galileo FOC FM 29, 30     | Satellite de navigation |
| à définir | H3              | Tanegashima            | Orbite héliocentrique | Martian Moons Exploration | Sonde spatiale étudiant Phobos et ramenant des échantillons sur Terre, atterrisseur prélevant des échantillons sur Phobos et astromobile |
| à définir | Falcon Heavy    | Centre spatial Kennedy | Orbite basse          | VIPER                     | Astromobile lunaire |
| à définir | Longue Marche 5 | Wenchang               | Orbite basse          | Xuntian                   | Télescope spatial |

## Synthèse des vols orbitaux

### Par pays
Nombre de lancements par pays ayant construit le lanceur. Le pays retenu n'est pas celui qui gère la base de lancement (Kourou pour certains Soyouz, Baïkonour pour Zenit), ni le pays de la société de commercialisation (Allemagne pour Rokot, ESA pour certains Soyouz) ni le pays dans lequel est implanté la base de lancement (Kazakhstan pour Baïkonour). Chaque lancement est compté une seule fois quel que soit le nombre de charges utiles emportées. 
Ce tableau ne sera mis à jour qu'une fois l'année en cours terminée.
| Pays          | Lancements | Succès | Échecs | Échecs partiels | Remarques |
| ------------- | ---------- | ------ | ------ | --------------- | --------- |
| Chine         | 0          | 0      | 0      | 0               |           |
| Corée du Nord | 0          | 0      | 0      | 0               |           |
| Corée du Sud  | 0          | 0      | 0      | 0               |           |
| États-Unis    | 0          | 0      | 0      | 0               |           |
| Europe        | 0          | 0      | 0      | 0               |           |
| Inde          | 0          | 0      | 0      | 0               |           |
| International | 0          | 0      | 0      | 0               |           |
| Iran          | 0          | 0      | 0      | 0               |           |
| Japon         | 0          | 0      | 0      | 0               |           |
| Russie/CEI    | 0          | 0      | 0      | 0               |           |

### Par lanceur
Ce tableau ne sera mis à jour qu'une fois l'année en cours terminée.
Nombre de lancements par famille de lanceur. Chaque lancement est compté une seule fois quel que soit le nombre de charges utiles emportées. 
| Lanceur                   | Pays             | Lancements | Succès | Échecs | Échecs partiels | Remarques |
| ------------------------- | ---------------- | ---------- | ------ | ------ | --------------- | --------- |
| Angara                    | Russie           | 1          | 0      | 0      | 1               |           |
| Antares                   | États-Unis       | 2          | 2      | 0      | 0               |           |
| Ariane 5ECA               | Europe           | 3          | 3      | 0      | 0               |           |
| Atlas V                   | États-Unis       | 0          | 0      | 0      | 0               |           |
| Ceres-1                   | Chine            | 0          | 0      | 0      | 0               |           |
| Delta II                  | États-Unis       | 0          | 0      | 0      | 0               |           |
| Delta IV                  | États-Unis       | 0          | 0      | 0      | 0               |           |
| Dnepr-1                   | Ukraine          | 0          | 0      | 0      | 0               |           |
| Epsilon                   | Nouvelle-Zélande | 0          | 0      | 0      | 0               |           |
| Falcon 9                  | États-Unis       | 0          | 0      | 0      | 0               |           |
| Falcon Heavy              | États-Unis       | 0          | 0      | 0      | 0               |           |
| Firefly Alpha             | États-Unis       | 0          | 0      | 0      | 0               |           |
| GSLV                      | Inde             | 0          | 0      | 0      | 0               |           |
| H-IIA                     | Japon            | 0          | 0      | 0      | 0               |           |
| H-IIB                     | Japon            | 0          | 0      | 0      | 0               |           |
| Hyperbola-1               | Chine            | 0          | 0      | 0      | 0               |           |
| KSLV-2                    | Corée du Sud     | 0          | 0      | 0      | 0               |           |
| LauncherOne               | États-Unis       | 0          | 0      | 0      | 0               |           |
| Longue Marche 2           | Chine            | 0          | 0      | 0      | 0               |           |
| Longue Marche 3           | Chine            | 0          | 0      | 0      | 0               |           |
| Longue Marche 4           | Chine            | 0          | 0      | 0      | 0               |           |
| Longue Marche 5           | Chine            | 0          | 0      | 0      | 0               |           |
| Longue Marche 6           | Chine            | 0          | 0      | 0      | 0               |           |
| Longue Marche 7           | Chine            | 0          | 0      | 0      | 0               |           |
| Longue Marche 11          | Chine            | 0          | 0      | 0      | 0               |           |
| Minotaur I                | États-Unis       | 0          | 0      | 0      | 0               |           |
| Proton                    | Russie           | 0          | 0      | 0      | 0               |           |
| PSLV                      | Inde             | 0          | 0      | 0      | 0               |           |
| Rocket                    | États-Unis       | 0          | 0      | 0      | 0               |           |
| Rokot                     | Russie           | 0          | 0      | 0      | 0               |           |
| Safir                     | Iran             | 0          | 0      | 0      | 0               |           |
| Soyouz                    | Russie           | 0          | 0      | 0      | 0               |           |
| UR-100N (Strela ou Rokot) | Russie           | 0          | 0      | 0      | 0               |           |
| Taurus                    | États-Unis       | 0          | 0      | 0      | 0               |           |
| Unha                      | Corée du Nord    | 0          | 0      | 0      | 0               |           |
| Vega                      | Europe           | 0          | 0      | 0      | 0               |           |
| Zenit                     | Ukraine          | 0          | 0      | 0      | 0               |           |

### Par base de lancement
Nombre de lancements par base de lancement utilisée. Chaque lancement est compté une seule fois quel que soit le nombre de charges utiles emportées. 
| Site          | Pays       | Lancements | Succès | Echecs | Echecs partiels | Remarques |
| ------------- | ---------- | ---------- | ------ | ------ | --------------- | --------- |
| Baïkonour     | Kazakhstan |            |        |        |                 |           |
| Cap Canaveral | États-Unis |            |        |        |                 |           |
| Dombarovski   | Russie     |            |        |        |                 |           |
| Jiuquan       | Chine      |            |        |        |                 |           |
| Kennedy       | États-Unis |            |        |        |                 |           |
| Kourou        | France     |            |        |        |                 |           |
| Plessetsk     | Russie     |            |        |        |                 |           |
| Satish Dhawan | Inde       |            |        |        |                 |           |
| Taiyuan       | Chine      |            |        |        |                 |           |
| Tanegashima   | Japon      |            |        |        |                 |           |
| Vandenberg    | États-Unis |            |        |        |                 |           |
| Vostotchny    | Russie     |            |        |        |                 |           |
| Wenchang      | Chine      |            |        |        |                 |           |
| Xichang       | Chine      |            |        |        |                 |           |

### Par type d'orbite
Ce tableau ne sera mis à jour qu'une fois l'année en cours terminée.
Nombre de lancements par type d'orbite visée. Chaque lancement est compté une seule fois quel que soit le nombre de charges utiles emportées. 
| Orbite                 | Lancements | Succès | Échecs | Atteints par accident |
| ---------------------- | ---------- | ------ | ------ | --------------------- |
| Basse                  |            |        |        |                       |
| Moyenne                |            |        |        |                       |
| Géosynchrone/transfert |            |        |        |                       |
| Héliocentrique         |            |        |        |                       |